# 13246 Hannahshu
13246 Hannahshu è un asteroide della fascia principale. Scoperto nel 1998, presenta un'orbita caratterizzata da un semiasse maggiore pari a 2,6721312 au e da un'eccentricità di 0,1553676, inclinata di 4,74023° rispetto all'eclittica.